# Anton Pozniak
Anton Louis Pozniak (Londres, ?) é um médico britânico especializado em infectología e líder da luta contra o HIV/aids no mundo, já que é presidente da Sociedade Internacional de AIDS na actualidade.

## Biografia
Estudou na prestigiosa Universidade de Brístol e recebeu-se em 1979. Foi testemunha do início da epidemia em seu país, começando a tratar pacientes com HIV desde 1983 e trabalhou de 1989 a 1991 em Zimbabue para contribuir directamente com a luta contra o HIV/aids em África.

### Carreira
Em 1996 foi admitido como membro do Colégio Real de Medicina. Durante a XXII Conferência Internacional sobre o Aids foi eleito novo Presidente da IAS, até esse momento era o Tesorero da entidade. Actualmente também é considerado uma eminência no estudo da Tuberculose.